# Вильялобос, Хуан Алонсо
Хуан Алонсо Вильялобос Солорсано (исп. Juan Alonso Villalobos Solórzano; 1900, Агилар-де-Кампоо — 5 апреля 1974, Леон, Испания) — испанский нотариус и государственный деятель. Губернатор провинции Хаэн с 1943 по 1947 год, губернатор провинции Вальядолид с 1947 по 1951 год.

## Биография
Хуан Алонсо Вильялобос родился в 1900 году, в паленсийском городке Агилар-де-Кампоо. Изучая право в Вальядолидском университете, он состоял в группе поддержки Онесимо Редондо. После учёбы Хуан Алонсо вступил в партию СЭДА и начал работать по специальности. В сентябре 1934, работая в Монфорте-де-Лемос он вступил в контакт с местным отделением Испанской аграрной партии, на митингах в поддержку которой он участвовал во время избирательной кампании 1936 года. После победы Народного фронта на парламентских выборах Хуан Алонсо примкнул к набирающим силу фашистам. 30 июля 1943 года он был назначен губернатором провинции Хаэн. Занимая эту должность, он восстанавливал инфраструктуру, разрушенную в ходе гражданской войны и активно создавал новую. Главным его достижением на этом посту, стало завершение строительства водохранилища «Транко». В 1947 году он был назначен губернатором провинции Вальядолид. Сложив свои полномочия в 1951 году, Хуан Алонсо вернулся к работе нотариусом. 5 апреля 1974 года он скончался в своём доме, в Леоне.